# Forte Cassa
Il forte Cassa era uno dei 3 grandi forti del primo sbarramento del Moncenisio (forti Cassa, Varisello e Roncia). Come gli altri 2, anch'esso era un'opera a fossa con pianta poligonale e due ordini di fuoco. Era servito dalla strada militare Forte Cassa che, partendo anch'essa dalla borgata Gran Croce di Venaus, si inerpicava lungo le pendici del monte Lamet per una lunghezza di circa 1200 m. 
Dopo la guerra, nel 1968, il forte, trovandosi in corrispondenza dell'estremo settentrionale della costruenda nuova diga per il lago del Moncenisio, venne completamente demolito ed inglobato nel muraglione di contenimento, resta visibile ancora la tagliata..

## Pianta

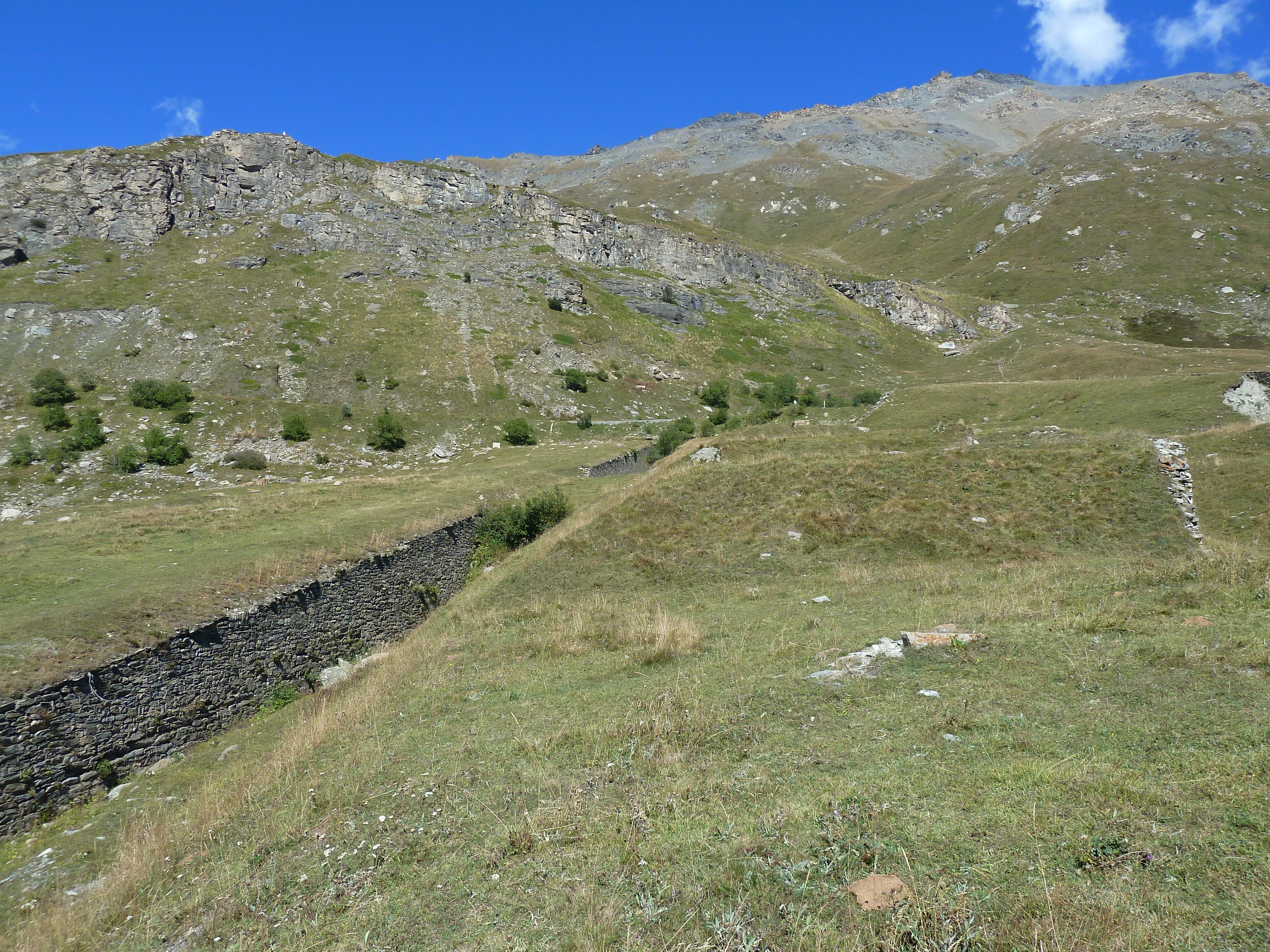
I resti attualmente visibili della Tagliata del Cassa

Il forte venne costruito tra il 1877 ed il 1882 in posizione strategica a nord-est del lago allora esistente sul pianoro del Moncenisio. Con pianta pentagonale, fossato di protezione e con le stesse dotazioni tecniche dei vicini forti Roncia e Varisello, ossia a due piani con ordini di fuoco sovrapposti, esercitava la sua azione su tutto il pianoro, sul Colle del Moncenisio e sull'imbocco della Val Savalin verso il Colle del Piccolo Moncenisio.
Il fronte di gola era caratterizzato dal portale d'ingresso posto oltre il ponte levatoio che serviva ad oltrepassare il fossato di 7 metri di larghezza e profondità; affiancate al portone d'ingresso vi erano 4 cannoniere e svariate postazioni per fucilieri per la difesa ravvicinata del forte. 
Il cortile interno era su più livelli: nella parte centrale del piano di livello inferiore vi era la caserma del forte, su 2 piani con copertura in muratura e tetto ricoperto da terra ed erba; il piano terra ospitava le camerate, le stanze degli ufficiali ed alcuni magazzini. Un altro edificio, anch'esso a 2 piani, era posto di fronte all'ingresso del forte ed accoglieva i locali per il comando.
Dal cortile interno era possibile raggiungere le casematte che componevano il forte vero e proprio: il fronte principale, rivolto verso il pianoro del Moncenisio, era coperto da 10 cannoniere per 8 cannoni 15 GRC/Ret; il fronte sinistro, rivolto verso il valico del Moncenisio, era anch'esso coperto da 10 casematte armabili, al bisogno, con cannoni 12 GRC/Ret. Gli angoli morti attorno al forte erano battuti da obici 15 GRC/Ret posti in 4 cannoniere all'estremità destra del lato occidentale. Anche per questo forte, così come per il forte Varisello, la polveriera era sita sotto la spianata antistante l'ingresso raggiungibili tramite una galleria che, partendo dalla caponiera all'angolo sud-occidentale, sottopassava il fossato.

### La Batteria Occasionale del Cassa
Dopo il 1885 venne eretta, a valle del forte Cassa, la Batteria Occasionale del Cassa, una batteria esterna destinata a difendere il fianco sinistro dell'opera: era composta di 4 piazzole armate con altrettanti cannoni 15 GRC/Ret in barbetta e rivolti verso occidente. Anche questa struttura era dotata di una polveriera scavata a fianco della linea di fuoco ed un fabbricato in muratura atto al confezionamento dei proietti.

### La Tagliata del Cassa
Nell'ultimo decennio del 1800 venne aggiunta, a protezione del fianco destro del forte, la Tagliata del Cassa, una struttura di sbarramento di circa 400 metri di lunghezza che, partendo dallo spigolo nord-ovest del forte, giungeva ai pressi del piano delle Fontanette. Era anch'essa dotata di un fossato di protezione che era oltrapassato da 2 ponti fissi ed era dotato di 2 batterie in barbetta con ciascuna una coppia di cannoni 15 GRC/Ret; erano stati ricavati anche dei magazzini di munizionamento interrati. L'ingresso principale della batteria dell'opera era posta in cima ed era raggiunto da una strada interna; lungo essa si trovavano le riservette e le camerate per i 120 uomini a presidio della Tagliata. All'estremità settentrionale dell'opera era presente un paravalanghe a protezione della stessa.

### Vita del forte
L'operatività del forte fu breve, in quanto già nel primo decennio del Novecento venne disarmato ed utilizzato, come i similari forti del primo sbarramento del Moncenisio, a deposito ed alloggio per le truppe di stanza al valico. Non venne mai più riarmato, nemmeno in vista del secondo conflitto mondiale; non venne mai nemmeno colpito da fuoco nemico e si mantenne in buono stato di conservazione sin dopo la cessione alla Francia.

## Il forte oggi
In seguito alla sconfitta dell'Italia nella seconda guerra mondiale ed alle condizioni del trattato di Parigi, la zona del pianoro del Moncenisio venne ceduta alla Francia e, di conseguenza, anche il forte. Nel 1968, a seguito dei lavori di ampliamento del lago del Moncenisio implicanti la costruzione di una nuova più capiente diga, il forte venne completamente demolito in quanto posto in corrispondenza del lato più settentrionale del nuovo sbarramento. Sopravvivono alla demolizione, e quindi sono ancora visibili e visitabili, solo più la Tagliata del Cassa ed il fossato ad essa antistante in quanto siti più a nord della diga.